# Zion.T
Kim Hae-sol (hangul: 김해솔; Seúl, 13 de abril de 1989), más conocido como Zion.T (hangul: 자이언 티), es un cantante, compositor y productor discográfico surcoreano. Forma parte del sello The Black Label, casa subsidiaria de YG Entertainment, administrado por Teddy Park y Kush. Cuenta con un álbum de estudio, Red Light (2013), y dos EPs. También ha colaborado con conocidos artistas del k-pop como G-Dragon y Zico.

## Carrera
Zion.T hizo su debut musical en 2011, colaborando con artistas de hip hop coreanos como Dok2, Crucial Star, Simón D, Primary y Gray. Su primer sencillo, «Click Me», con Dok2, fue lanzado en abril de 2011.
El 9 de abril de 2013, el primer álbum de estudio de Zion.T, Red Light , fue lanzado con la canción principal «Babay«, junto a Gaeko. El álbum fue muy bien recibido por la crítica. Ese mismo año, apareció en canciones junto a Infinite H, Dynamic Duo, Swings y G-Dragon. En diciembre, lanzó el EP Mirrorball (미러볼), con la canción principal «Miss Kim (미스 김)».
En 2014, promovió el sencillo digital «Yanghwa BRDG», que se convirtió en un éxito y contribuyó a su creciente éxito como artista en Corea. La naturaleza honesta y personal de la canción se conectó con una amplia gama de audiencias.
También apareció en la banda sonora de la serie dramática de televisión Pinocchio con la canción «Kiss Me», y apareció en canciones junto a Seo In-young y The Quiett.
El 1 de febrero de 2015, colaboró con el cantante coreano de R&B Crush en el sencillo «Just (그냥)». El mismo año, se lanzó los sencillos digitales «Zero Gravity (무중력)», «Eat (꺼내 먹어요)» y «No Make Up (노 메이크업)» y realizó colaboraciones junto a Kim Jong-hyun del grupo Shinee, Yankie y PSY.
En julio del mismo año, participó en el Festival de Música Bienal organizado por el programa de variedades Infinite Challenge de MBC, que resultó en un aumento en las ventas nacionales de sus sencillos lanzados anteriormente. Para el evento, Zion.T se asoció con el miembro del elenco de Infinite Challenge, Ha-ha, para actuar bajo el nombre de Eutteugeottasi (으 뜨거 따시) con la canción «$ponsor», que luego fue lanzada en un álbum de las canciones interpretadas durante el evento.
Zion.T culminó el año con dos victorias en los premios anuales Mnet Asian Music Awards: Mejor Interpretación Vocal (Masculino) por «Eat (꺼내 먹어요)» y Mejor Colaboración con Crush, por la canción «Just (그냥)», superando a artistas más consolidados en una industria centrada en idols.
En 2016, tras la finalización de su contrato con el sello de hip hop Amoeba Culture, firmó con The Black Label, una compañía subsidiaria de YG Entertainment. El 1 de febrero de 2017, Zion.T lanzó su primer EP bajo The Black Label, titulado OO.
En diciembre de 2017, lanzó su colaboración con el veterano cantante Lee Moon-se, con la canción «Snow». El sencillo fue muy bien recibido por el público y encabezó las principales listas musicales de Corea del Sur. Lee Moon-se dijo que escuchó la canción de Zion.T más de 200 veces para representar fielmente su canción y mostró un gran afecto hacia él y su carrera musical.

## Vida personal
En una entrevista exclusiva con Kpop Europe en 2014, Zion.T explicó que eligió su nombre artístico porque es cristiano, señalando que "la T en mi nombre es representativa de la cruz".
En una entrevista para No Cut News del canal CBS en 2017, Zion.T dijo que estaba influenciado por el músico estadounidense T-Pain. "Hubo un tiempo en el que el estilo de voz hip hop de T-Pain estaba de moda. Me gusta mucho T-Pain, así que solía emularlo mucho. Esto es algo que solo mis amigos lo sabían. Incluso tenía el apodo de Zion.T-Pain".

## Discografía

### Álbumes de estudio
| 2013                                                                                         | Red Light - Lanzamiento: 9 de abril de 2013 | 4 | - COR: 6,314+ | s/c |
| «—» indica que el lanzamiento no se posicionó en la lista o no se publicó en ese territorio. |                                             |   |               |     |

### EPs
| 2013                                                                                         | Mirrorball - Lanzamiento: 19 de diciembre de 2013 | —  | —  | —  |              | s/c |
| 2017                                                                                         | OO - Lanzamiento: 1 de febrero de 2017            | 8  | 24 | 2  | - USA: 3,934 | s/c |
| 2018                                                                                         | ZZZ - Lanzamiento: 15 de octubre de 2018          | 12 | —  | 12 | - COR: 3,464 | s/c |
| «—» indica que el lanzamiento no se posicionó en la lista o no se publicó en ese territorio. |                                                   |    |    |    |              |     |

## Premios y nominaciones
| Año  | Premio                       | Categoría                           | Receptor                        | Resultado |
| ---- | ---------------------------- | ----------------------------------- | ------------------------------- | --------- |
| 2014 | 11.º Korean Music Awards     | Mejor álbum R&B & Soul              | Red Light                       | Ganador   |
| 2015 | 7.º MelOn Music Awards       | Artista Top 10                      | Zion.T                          | Ganador   |
| 2015 | 7.º MelOn Music Awards       | Artista del año                     | Zion.T                          | Nominado  |
| 2015 | 17.º Mnet Asian Music Awards | Mejor Artista Masculino             | Zion.T                          | Nominado  |
| 2015 | 17.º Mnet Asian Music Awards | Artista del año                     | Zion.T                          | Nominado  |
| 2015 | 17.º Mnet Asian Music Awards | Mejor Performance Vocal - Masculino | «Eat (꺼내 먹어요)»             | Ganador   |
| 2015 | 17.º Mnet Asian Music Awards | Canción del año                     | «Eat (꺼내 먹어요)»             | Nominado  |
| 2015 | 17.º Mnet Asian Music Awards | Canción del año                     | «Just (그냥)» (ft. Crush)       | Nominado  |
| 2015 | 17.º Mnet Asian Music Awards | Mejor Colaboración & Unidad         | «Just (그냥)» (ft. Crush)       | Ganador   |
| 2016 | 25º Seoul Music Awards       | Premio Bonsang                      | Zion.T                          | Ganador   |
| 2016 | 25º Seoul Music Awards       | Premio a la Popularidad             | Zion.T                          | Nominado  |
| 2016 | 25º Seoul Music Awards       | Premio Hallyu Special               | Zion.T                          | Nominado  |
| 2016 | 30.º Golden Disk Awards      | Daesang Digital                     | «Eat (꺼내 먹어요)»             | Nominado  |
| 2016 | 30.º Golden Disk Awards      | Bonsang Digital                     | «Eat (꺼내 먹어요)»             | Ganador   |
| 2016 | 30.º Golden Disk Awards      | Premio a la Popularidad             | Zion.T                          | Nominado  |
| 2016 | 30.º Golden Disk Awards      | Premio a la Popularidad Global      | Zion.T                          | Nominado  |
| 2016 | 5.º Gaon Chart Music Awards  | R&B Descubrimiento del año          | Zion.T                          | Ganador   |
| 2017 | 19.º Mnet Asian Music Awards | Mejor Artista Masculino             | Zion.T                          | Nominado  |
| 2017 | 19.º Mnet Asian Music Awards | Mejor Performance Vocal - Masculino | «The Song (노래)»               | Nominado  |
| 2017 | 9.º MelOn Music Awards       | Álbum del año                       | OO                              | Nominado  |
| 2017 | 9.º MelOn Music Awards       | Artista Top 10                      | Zion.T                          | Nominado  |
| 2017 | 9.º MelOn Music Awards       | Mejor R&B/Soul                      | «The Song (노래)»               | Nominado  |
| 2018 | 32º Golden Disk Awards       | Bonsang Digital                     | «The Song (노래)»               | Nominado  |
| 2018 | 32º Golden Disk Awards       | Premio a la Popularidad Global      | Zion.T                          | Nominado  |
| 2018 | 27º Seoul Music Awards       | Premio Bonsang                      | Zion.T                          | Nominado  |
| 2018 | 27º Seoul Music Awards       | Premio a la Popularidad             | Zion.T                          | Nominado  |
| 2018 | 27º Seoul Music Awards       | Premio Hallyu Special               | Zion.T                          | Nominado  |
| 2018 | 7.º Gaon Chart Music Awards  | Canción del año - febrero           | «The Song (노래)»               | Nominado  |
| 2018 | 7.º Gaon Chart Music Awards  | Canción del año - diciembre         | «Snow (눈)» (feat. Lee Moon-se) | Nominado  |